# Intel 8021
Intel 8021 je osmibitový jednočipový mikropočítač harvardské architektury vyrobený firmou Intel a na trh uvedený roku 1977 patřící do rodiny MCS-48. Taktovací frekvence se pohybovala okolo 100 kHz, osazoval se do patice PDIP 28. Bylo uvedeno několik podtypů jako např.: P8021, P8021_B, P8021H nebo P8021H_B. Používal se v průmyslovém odvětví k řízení automatických systémů. Bylo nutné jej napájet 5 V. Mohl zpracovávat programy o velikosti 4 KiB (šířka registru PC tedy byla 12 bitů).